# Catedral basílica de la Inmaculada Concepción (Mongomo)
La Basílica de la Inmaculada Concepción de Mongomo es una gran basílica católica, construida en la provincia de Mongomo en el país africano de Guinea Ecuatorial. El templo es también actualmente la nueva sede de la cátedra del obispo de la diócesis de Mongomo «catedral» por su gran tamaño, por lo que su denominación actual  es basílica-catedral «la Inmaculada Concepción». 
La Basílica de Mongomo es actualmente el edificio religioso más grande de África central y la segunda iglesia católica más grande de toda África, después de la Basílica de Nuestra Señora de la Paz de Yamusukro, en Costa de Marfil.

## Historia
La basílica comenzó a construirse en 2006, siendo consagrada el 7 de diciembre de 2011 por el cardenal nigeriano Francis Arinze, presidente del Pontificio Consejo para el Diálogo Interreligioso, en representación del Papa Benedicto XVI. Acompañaban al cardenal Arinze el nuncio apostólico para Guinea Ecuatorial, Camerún y Gabón, Piero Pioppo, varios obispos y más de dos centenares de sacerdotes. Durante la ceremonia se dio lectura al decreto por el que la Santa Sede otorgaba a esta iglesia la dignidad de basílica menor.
La construcción de la basílica fue financiada por el Estado ecuatoguineano, y erigida por la empresa italiana Makinen Venture. Otra firma italiana, Ruffini Decorazioni, ha sido la responsable de los interiores y acabados. La basílica tiene capacidad para albergar a mil fieles y como su nombre indica está dedicada a la Inmaculada Concepción, patrona de Guinea Ecuatorial. En el interior de la basílica se venera una réplica de la Esperanza Macarena traída desde Sevilla en España obra del imaginero hispalense D. José Antonio Bravo García.